# بريميدولول
بريميدولول وهو أحد حاصرات المستقبل بيتا الودي.

## التخليق
المصدر:
- J. Augstein, D. A. Cox and A. L. Ham., DE 2238504 (1973). Chem. Abstr. jte, 136325e (1973).